# Вязовой, Семён Олегович
Семён Олегович Вязовой (род. 26 февраля 2003, Уфа) — российский хоккеист, вратарь.

## Биография
Воспитанник «Салавата Юлаева» Уфа. В сезонах 2020/21 — 2021/22 играл в МХЛ за команду «Толпар», со следующего сезона стал выступать в ВХЛ за «Торос». 28 декабря 2023 года в гостевой игре «Салавата Юлаева» против ЦСКА (4:3 ОТ) дебютировал в КХЛ.
На драфте НХЛ 2021 года был выбран в 6-м раунде под общим 163-м номером клубом «Сиэтл Кракен», став первым россиянином, выбранным этим клубом.